# Ischaemum beccarii
Ischaemum beccarii är en gräsart som beskrevs av Eduard Hackel. Ischaemum beccarii ingår i släktet Ischaemum och familjen gräs. Inga underarter finns listade i Catalogue of Life.